# Jüdischer Friedhof (Garzweiler)

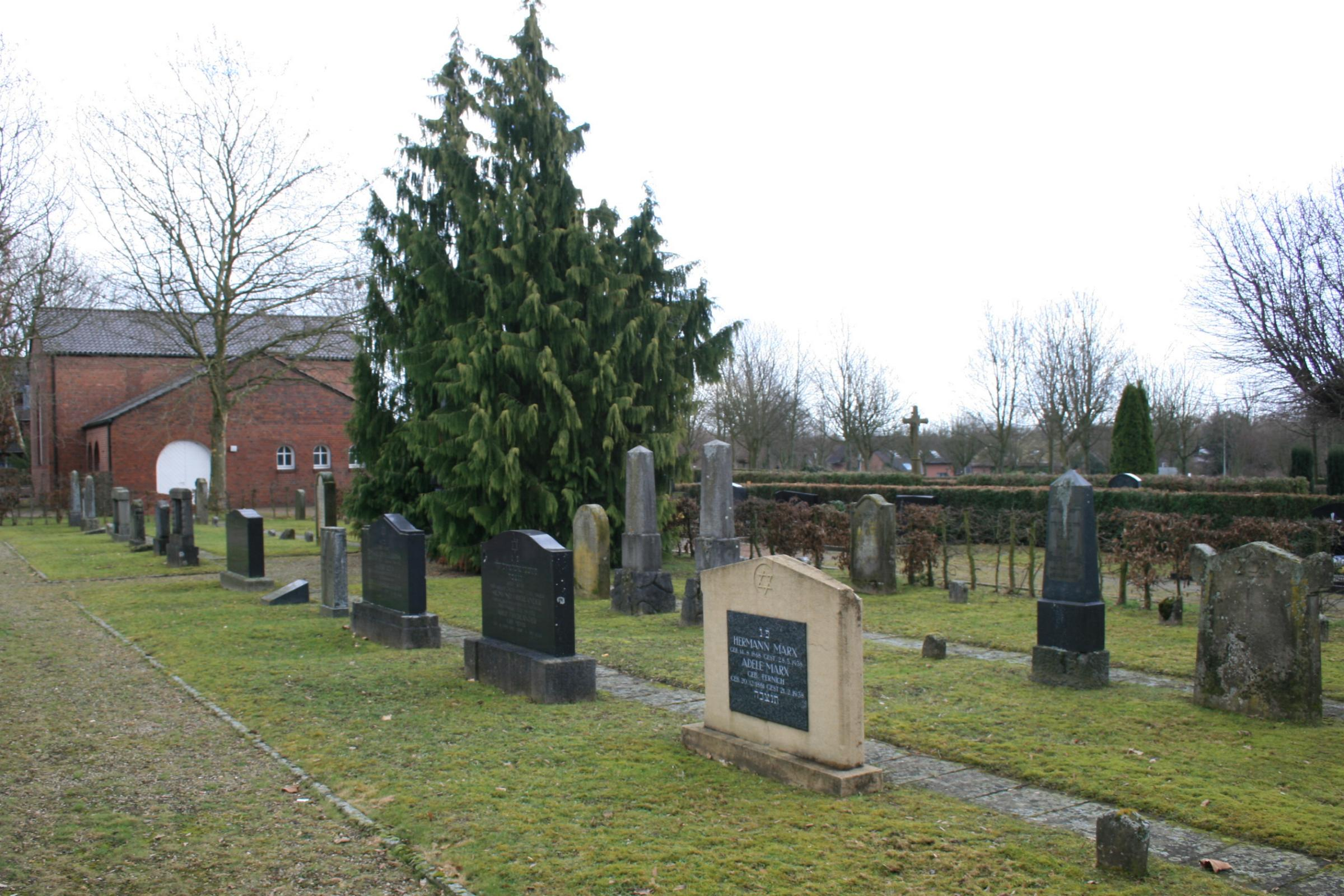
Der jüdische Friedhof in Garzweiler (2012)

Der Jüdische Friedhof Garzweiler befindet sich im Ortsteil Garzweiler der Stadt Jüchen im Rhein-Kreis Neuss in Nordrhein-Westfalen. Als jüdischer Friedhof ist er ein Baudenkmal und seit dem 17. Dezember 2007 unter der Denkmalnummer 170 in der Denkmalliste eingetragen. 
Er liegt an der Daner Straße und ist Teil des Kommunalfriedhofs. Auf dem Friedhof, der im Jahr 1990 eingeweiht wurde, sind 31 Grabsteine auf einer querrechteckigen Fläche mit drei Reihen Gräbern vorhanden. Außerdem existiert ein Denkmal für die ehemaligen jüdischen Bürger. Es ist ein schwarzer Obelisk mit der Inschrift „den Opfern des Dritten Reiches“.

## Geschichte
Der Friedhof wurde 1990 neu eingerichtet als Ersatz für den ehemaligen Begräbnisplatz in der untergegangenen Ortschaft Alt-Garzweiler. Auf dem Gelände befinden sich 31 Grabsteine und 57 Grabstätten von Alt-Garzweiler. Im Zuge der Abbaggerung des alten Ortes fand man Gebeine, die wohl von einem noch älteren jüdischen Friedhof in Alt-Garzweiler stammen. Diese wurden im Oktober 1998 nach (Neu-)Garzweiler umgebettet.

### Der jüdische Friedhof in Alt-Garzweiler
Die Ortschaft Alt-Garzweiler existiert infolge des Braunkohleabbaus nicht mehr. Der jüdische Friedhof dort wurde von vor 1821 bis zum Jahr 1962 belegt. Es waren 31 Grabsteine vorhanden, die sich jetzt auf dem neuen Friedhof in (Neu-)Garzweiler befinden.